# Präsidentschaftswahl in Nepal 2023
Die Präsidentschaftswahl in Nepal 2023 fand am 9. März 2023 statt. Sie war die vierte Präsidentschaftswahl Nepals, um den dritten Präsidenten seit der Abschaffung der Monarchie.
Die Amtszeit der amtierenden Präsidentin Bidhya Devi Bhandari, die erstmals 2015 gewählt wurde, lief am 13. März 2023 ab. Sie ist auf eine Amtszeit beschränkt und kann gemäß der Verfassung von Nepal nicht erneut kandidieren.
Nach einem Zerwürfnis innerhalb der kommunistischen Regierung entzog die führende Regierungspartei Maoistisches Zentrum (MC) dem Kandidaten ihres Koalitionspartners Vereinigte Marxisten-Leninisten (UML) die Unterstützung und sprach sich stattdessen für den oppositionellen Ram Chandra Poudel von der sozialdemokratischen Kongresspartei (NC) aus. Poudel gewann die Wahl. Es wird erwartet, dass die bisherige Regierung in naher Zukunft aufgelöst wird und durch eine Koalition von MC, NC und kleineren Parteien ersetzt wird.

## Wahlprozess
Der Präsident von Nepal wird von der Mehrheit der Stimmen aller Mitglieder der Wahlkollegien gewählt. Wenn kein Kandidat gewählt wird, findet eine zweite Runde zwischen den beiden Kandidaten mit den meisten Stimmen der ersten Runde unter derselben Mehrheit statt. Da diese aus den gesamten Stimmen einschließlich leerer und ungültiger Stimmen sowie Enthaltungen besteht, ist es möglich, dass in der ersten und zweiten Runde kein Kandidat gewählt wird. Eine dritte Runde mit denselben Kandidaten wie in der zweiten Runde kann dann abgehalten werden. Der Kandidat mit der Mehrheit der gültigen Stimmen wird dann zum Präsidenten gewählt.
Teil 6, Artikel 64 der Verfassung von Nepal von 2015 legt folgende Voraussetzungen für das Amt des Präsidenten fest:
1. Eine Person ist zur Wahl zum Präsidenten berechtigt, wenn sie folgende Voraussetzungen erfüllt:
  - Sie ist berechtigt, Mitglied des Bundesparlaments zu sein.
  - Sie hat das Alter von mindestens 45 Jahren erreicht
  - Sie ist durch kein Gesetz ausgeschlossen.
2. Ungeachtet dessen ist eine Person, die bereits zwei Amtszeiten als Präsident gewählt wurde, nicht berechtigt, bei der nächsten Präsidentschaftswahl erneut als Kandidat anzutreten.

## Wahlzeitplan
Die Wahlkommission hat am 30. Januar 2023 den Zeitplan für die Präsidentschafts- und Vizepräsidentschaftswahlen bekannt gegeben.
| 22. Februar       | Veröffentlichung der ersten Wahlliste                    |
| 22. – 24. Februar | Ansprüche und Überprüfung der Wählerliste                |
| 24. Februar       | Veröffentlichung der endgültigen Wählerliste             |
| 25. Februar       | Nominierung der Kandidaten                               |
| 26. – 28. Februar | Überprüfung der Nominierungen                            |
| 28. Februar       | Veröffentlichung der endgültigen Liste der Nominierungen |
| 9. März           | Datum der Wahl                                           |

| 22. Februar       | Veröffentlichung der ersten Wahlliste                    |
| 22. – 24. Februar | Ansprüche und Überprüfung der Wählerliste                |
| 24. Februar       | Veröffentlichung der endgültigen Wählerliste             |
| 11. März          | Nominierung der Kandidaten                               |
| 11. – 12. März    | Überprüfung der Nominierungen                            |
| 12. März          | Veröffentlichung der endgültigen Liste der Nominierungen |
| 17. März          | Datum der Wahl                                           |

## Wahlkollegium
Das Wahlkollegium setzte sich im Jahr 2023 aus 881 Mitgliedern zusammen, von denen 331 aus dem Bundesparlament und 550 aus den Provinzversammlungen stammen, mit einem jeweiligen Stimm-„Gewicht“ von 79 bzw. 48. Während das Bundesparlament aus den 275 Mitgliedern des Unterhauses und den 59 des Oberhauses besteht, konnten 2 Mitglieder des Unterhauses aufgrund eines Justizverfahrens nicht in das Wahlkollegium eingetragen werden und ein drittes Mitglied verstarb, wodurch die Gesamtzahl des Wahlkollegiums von der normalen Anzahl von 884 auf 881 und die Gesamtzahl der gewichteten Stimmen von 52.786 auf 52.549 gesenkt wurde.

### Zusammensetzung des Wahlkollegiums
| Partei    | Partei                                | Pratinidhi Sabha | Rastriya Sabha | Pradesh Sabha | Gesamtzahl der Wähler |
| --------- | ------------------------------------- | ---------------- | -------------- | ------------- | --------------------- |
|           | Nepalesische Kongresspartei           | 88               | 10             | 175           | 273                   |
|           | CPN (Vereinigte Marxisten-Leninisten) | 79               | 18             | 162           | 259                   |
|           | CPN (Maoistisches Zentrum)            | 31               | 16             | 85            | 132                   |
|           | CPN (Vereinigte Sozialisten)          | 10               | 8              | 25            | 43                    |
|           | Rastriya-Prajatantra-Partei           | 14               | 0              | 28            | 42                    |
|           | Sozialistische Volkspartei            | 11               | 3              | 23            | 37                    |
|           | Janamat-Partei                        | 6                | 0              | 16            | 22                    |
|           | Rastriya-Swatantra-Partei             | 19               | 0              | 0             | 19                    |
|           | Loktantrik-Samajwadi-Partei           | 4                | 1              | 12            | 17                    |
|           | Nagarik-Unmukti-Party                 | 4                | 0              | 12            | 16                    |
|           | Nepal-Majdoor Kisan-Party             | 1                | 0              | 3             | 4                     |
|           | Rastriya Janamorcha                   | 1                | 1              | 1             | 3                     |
|           | Sozialistische Partei Nepals          | 1                | 0              | 2             | 3                     |
|           | Hamro-Nepali-Partei                   | 0                | 0              | 2             | 2                     |
|           | Parteilose                            | 3                | 2              | 4             | 9                     |
| Insgesamt | Insgesamt                             | 272              | 59             | 550           | 881                   |

### Zusammensetzung des Wahlkollegiums für die Abstimmung
| Partei    | Partei                                | Pratinidhi Sabha | Rastriya Sabha | Pradesh Sabha | Gesamtzahl der Stimmen | Prozentsatz |
| --------- | ------------------------------------- | ---------------- | -------------- | ------------- | ---------------------- | ----------- |
|           | Nepalesische Kongresspartei           | 6.952            | 790            | 8.400         | 16.142                 | 30,72       |
|           | CPN (Vereinigte Marxisten-Leninisten) | 6.241            | 1.422          | 7.776         | 15.439                 | 29.38       |
|           | CPN (Maoistisches Zentrum)            | 2.449            | 1.264          | 4.080         | 7.793                  | 14.83       |
|           | CPN (Vereinigte Sozialisten)          | 790              | 632            | 1.200         | 2.622                  | 4.99        |
|           | Rastriya Prajatantra Partei           | 1.106            | 0              | 1.344         | 2.450                  | 4.66        |
|           | Sozialistische Volkspartei            | 869              | 237            | 1.104         | 2.210                  | 4.21        |
|           | Rastriya Swatantra Partei             | 1501             | 0              | 0             | 1.501                  | 2.86        |
|           | Janamat-Partei                        | 474              | 0              | 768           | 1.242                  | 2.36        |
|           | Loktantrik Samajwadi Partei           | 316              | 79             | 576           | 971                    | 1.85        |
|           | Nagarik Unmukti Partei                | 316              | 0              | 576           | 892                    | 1.70        |
|           | Nepal Majdoor Kisan Partei            | 79               | 0              | 144           | 223                    | 0.42        |
|           | Rastriya Janamorcha                   | 79               | 79             | 48            | 206                    | 0.39        |
|           | Sozialistische Partei Nepals          | 79               | 0              | 96            | 175                    | 0.33        |
|           | Hamro Nepali Partei                   | 0                | 0              | 96            | 96                     | 0.18        |
|           | Parteilose                            | 237              | 158            | 192           | 587                    | 1.12        |
| Insgesamt | Insgesamt                             | 21.488           | 4.661          | 26.400        | 52.549                 | 100         |

## Kandidaten
Am 24. Februar 2023 wurde Ram Chandra Poudel von der Nepalesischen Kongresspartei als gemeinsamer Kandidat einer Allianz aus acht politischen Parteien – Kongresspartei, CPN (Maoistisches Zentrum), CPN (Vereinigte Sozialisten), PSPN, Janamat, LSPN, NUP und RJM – ausgewählt. Am nächsten Tag kündigte die CPN (Vereinigte Marxisten-Leninisten) an, dass sie den stellvertretenden Parteivorsitzenden Subas Chandra Nemwang als ihren Präsidentschaftskandidaten aufstellen werde.

### Nepalesische Kongresspartei
| Kandidat | Kandidat           | Geboren                             | Positionen besetzt | Provinz | Angekündigt      | Ref    |
| -------- | ------------------ | ----------------------------------- | --- | ------- | ---------------- | ------ |
|          | Ram Chandra Poudel | 15. Oktober 1944 in Tanahu, Gandaki | - Sprecher des Repräsentantenhauses (1994–1999) - Stellvertretender Premierminister und Innenminister (2000–2002) - Mitglied des Repräsentantenhauses für Tanahu (1991–1999; 2022–heute) - Mitglied des Legislative Parliament of Nepal (2015–2017) - Mitglied der Konstituenten Versammlung von Nepal für Tanahu 2 (2008–2015) | Gandaki | 25. Februar 2023 | [ 10 ] |

### Kommunistische Partei Nepals (Vereinigte Marxisten-Leninisten)
| Kandidatin | Kandidatin            | Geboren                      | Positionen besetzt | Provinz | Angekündigt      | Ref    |
| ---------- | --------------------- | ---------------------------- | --- | ------- | ---------------- | ------ |
|            | Subas Chandra Nemwang | 11. März 1954 in Ilam, Koshi | - Vorsitzender der Konstituenten Versammlung von Nepal (2008–2015) - Sprecher der Legislaturperiode von Nepal (2006–2008) - Staatsminister für Recht, Justiz und parlamentarische Angelegenheiten (1994–1995) - Mitglied des Repräsentantenhauses von Ilam 2 (1999–2002;2006–2008; 2017–heute) - Mitglied des Legislative Parliament of Nepal (2015–2017) - Mitglied der Konstituenten Versammlung von Nepal (2008–2015) - Mitglied der Nationalversammlung (1991–1993; 1995–1999) | Koshi   | 25. Februar 2023 | [ 11 ] |

## Ergebnisse
| Kandidat                            | Kandidat                            | Partei                              | Stimmen | Stimmen | Alle Stimmen | %     |
| Kandidat                            | Kandidat                            | Partei                              | Bund    | Provinz | Alle Stimmen | %     |
| ----------------------------------- | ----------------------------------- | ----------------------------------- | ------- | ------- | ------------ | ----- |
|                                     | Ram Chandra Poudel                  | NC                                  | 214     | 352     | 33.702       | 64,13 |
|                                     | Subas Chandra Nemwang               | CPN (UML)                           |         |         | 18.518       | 35,23 |
|                                     |                                     |                                     |         |         |              |       |
| Gültige Stimmen                     | Gültige Stimmen                     | Gültige Stimmen                     |         |         |              | 99,36 |
| Ungültige Stimmen                   | Ungültige Stimmen                   | Ungültige Stimmen                   |         |         |              | 0,64  |
| Alle                                | Alle                                | Alle                                |         |         |              | 100   |
| Registrierte Wähler/Wahlbeteiligung | Registrierte Wähler/Wahlbeteiligung | Registrierte Wähler/Wahlbeteiligung | 331     | 550     | 52.549       |       |

## Vizepräsidentschaftswahl
Die Wahl des Vizepräsidenten von Nepal soll am 17. März 2023 stattfinden, mit Nominierungen am 11. März 2023.